# Anaissus penai
Anaissus penai là một loài bọ cánh cứng trong họ Elateridae. Loài này được Gollner-Scheiding miêu tả khoa học năm 1970.